# Vereniging van Apostolische Gemeenten
De Vereniging van Apostolische Gemeenten (VAG) is een internationaal samenwerkingsverband van diverse apostolische groeperingen die zijn ontstaan in de periode 1907-1960 door uitwerping uit de Nieuw Apostolische Kerk, die tot de zestiger jaren in Nederland bekend was onder de naam Hersteld Apostolische Zendingkerk in de Eenheid der Apostelen (HAZEA). De VAG is in 1956 opgericht in Düsseldorf onder de naam Vereinigung Apostolischer Christen des In- und Auslands en telt ongeveer 20.000 leden.

## Aangesloten kerken

### Apostolic Church of Queensland, Australië (1911)
Kort na zijn aantreden in 1906 was 'stamapostel' Hermann Niehaus van de HAZEA een campagne gestart tegen de Australische apostel H.F. Niemeyer, sinds 1886 als zodanig dienstbaar, hetgeen uitliep op diens afzetting in 1911. Niemeyer ging daarop zelfstandig met vrijwel alle Australische leden verder als Apostolic Church of Queensland. Hij werd als apostel opgevolgd door zijn zoon Willy Niemeyer, en die weer door apostel Zielke. Zij sloten zich in de vijftiger jaren aan bij de Vereniging van Apostolische Gemeenten.

### Reformiert-Apostolische Gemeindebund, Duitsland (1921)
De Duitse districtsapostel Carl August Brückner, die kort na Niehaus' aantreden als stamapostel, door deze was benoemd, kreeg omstreeks 1920 steeds meer problemen met Niehaus' opvattingen over het stamapostelschap. In 1921 zette Niehaus Brückner af, waarop deze de Reformiert Apostolische Gemeindebund (RAG) stichtte. Na de Duitse hereniging verenigde ook de RAG zich in 1994 met de Apostolische Gemeinschaft tot de "Apostolische Gemeinschaft e.V.", zodat de RAG sindsdien verleden tijd is.

### Vereinigung Apostolischer Christen, Zwitserland (1954)
De Vereinigung Apostolischer Christen is een afsplitsing die in 1954 in Zwitserland ontstond. Aanleiding was de zgn. 'stamapostelboodschap', die sinds eind 1951 door stamapostel J.G. Bischoff verkondigd werd. Deze hield in dat hij niet zou sterven, voordat Jezus wederkomen zou en de uitverkorenen tot Zich zou nemen (in de 'eerste opstanding'). In 1954 werd deze leer tot dogma verheven en de ambstdragers die deze leer niet verkondigden werden geëxcommuniceerd. Bischoff stierf in 1960, maar het is nooit tot een rehabilitatie van de buitengesloten ambtsdragers gekomen.

### Apostolische Gemeinschaft, Duitsland (1955)
De Apostolische Gemeinschaft is een afsplitsing die op 24 januari 1955 in Düsseldorf werd gesticht. Aanleiding was de excommunicatie van de 'districtsapostelen' Kuhlen, Dehmel en Dunkmann, eveneens wegens hun commentaar op de gevolgen van de 'stamapostelboodschap'. Destijds telde zij in Duitsland ongeveer 7000 leden, verspreid over 94 gemeenten. In 1994 verenigde de Apostolische Gemeinschaft zich met de Reformiert Apostolische Gemeindebund tot de "Apostolische Gemeinschaft e.V.", omdat er door de Duitse hereniging geen reden meer bestond tot instandhouding van twee aparte gemeenschappen in Duitsland.

### Apostolic Church - Apostle Unity, Zuid-Afrika (1955)
Vanuit de Nieuw-apostolische kerk in Australië was Karl Georg Klibbe eerst als evangelist en begin twintigste eeuw als apostel uitgezonden voor Zuid-Afrika. Nadat Klibbe problemen kreeg met de persoonsverheerlijking van 'stamapostel' Niehaus, werd door laatstgenoemde in 1913 een tegenapostel benoemd in de persoon van Wilhelm Schlaphoff. Klibbe werd afgezet, maar bleef net als Schlaphoff doorwerken onder de naam Nieuw Apostolische kerk. Dit leidde ten slotte in 1926 tot een rechtszaak, waarin gevonnist werd dat Klibbe van deze kerknaam afstand moest doen. Daarop stichtte hij in 1927 de Oud-Apostolische Kerk van Afrika, die bij zijn dood in 1931 al meer dan een miljoen leden telde. Deze kerk is echter onafhankelijk gebleven en staat los van de VAG.
In 1955 ontstond (ten gevolge van de 'stamapostelboodschap') vanuit de Nieuw-Apostolische Kerk (de tak van Schlaphoff) onder Ap. Erasmus sen. de Apostolic Church of Southafrica die met leden van de Australische Zusterkerk die in Zuid-Afrika woonden, de Apostle Unity stichtte. In 1956 sloot deze zich ook aan bij de VAG.

### Gemeente van Apostolische Christenen, Nederland (1958)
In de Nederlandse HAZEA was districtsapostel Kamphuis terughoudend in de verkondiging van de 'stamapostelboodschap', zodat zich een ontevreden deel van de HAZEA afscheidde. Zij werden voorlopig vanuit Duitsland geleid als de Neu Apostolische Gemeinde, waar de 'boodschap' streng gehandhaafd werd. Kamphuis trad in 1954 terug. In Nederland verzamelden uitgezette HAZG-ers zich in 1958 onder de apostelen Kamphuis en Smit in de Apostolische Geloofsgemeenschap (sinds 1980 bekend als de Gemeente van Apostolische Christenen).

### Overige aangesloten Apostolische Christenen
- Union des Chrétiens Apostoliques, Frankrijk
- United Apostolic Church, India
- United Apostolic Church, Filipijnen
- Igreja Evangelica Apostolica, Brazilië

De huidige Apostolische Gemeinde des Saarlandes was van 1956 tot 1967 ook bij de VAG aangesloten, evenals de - ondertussen verdwenen - Altapostolische Gemeinde in Österreich van 1987 tot ca. 1995.
De leer en organisatie van de aangesloten kerken in Europa en India komt vrij nauw overeen. Er zijn meer principiële verschillen met de Australische Apostolic Church of Queensland en de Zuid-Afrikaanse Apostolic Church - Apostle Unity, die behoudender zijn in hun denkbeelden, onder andere ten aanzien van de vrouw in het ambt. In 2003 namen de Europese apostelen het besluit om over te gaan tot de wijding van vrouwen. Dat gebeurde voor het eerst in 2004 in Duitsland, waar inmiddels tien vrouwelijke diakenen gewijd zijn, en vervolgens ook één in Nederland. In juli 2007 is voor het eerst een vrouw in Nederland in het priesterambt gezet en in 2009 is ook in Duitsland de eerste vrouw in het priesterambt gewijd.